# روكي دين
روكي دين (بالإنجليزية: Rocky Dean)‏ مواليد 17 يونيو 1978، هو ملاكم محترف بريطاني يصنف ضمن فئة وزن الديك.

## إحصائيات
خاض خلال مسيرته 27 نزالا، فاز في 14 وتعادل في 2 وخسر في 11. فاز بالضربة القاضية في 4 نزالات.

## روابط خارجية
- روكي دين على موقع بوكس ريك (الإنجليزية) (registration required)